# Cine social
El cine social hace referencia a un género cinematográfico que emplea el cine como medio para la crítica y denuncia de problemáticas sociales. Las obras que agrupa son aquellas que pretenden la intervención y transformación social, donde se incluye tanto a películas documentales como a obras de ficción. En todos los casos, se trata de obras cinematográficas que se alimentan de la realidad para incidir críticamente en ella. Se dice que los realizadores que se enmarcan en el cine social piensan al mismo como un medio y no como un fin en sí mismo; haciendo del hacer audiovisual una expresión de su compromiso social.

## Origen del concepto
Si bien el cine abordó problemáticas sociales desde sus inicios, el concepto de "cine social" fue popularizado por el periodista e historiador del cine español José María García Escudero en su libro Cine social del año 1958.

## Festivales y muestras dedicados al cine social
- Festival de Cine Social de Concordia,[3] en Argentina
- Festival Internacional De Cine Social Castilla-La Mancha,[4] en España
- Festival de Cine Social y Antisocial (FECISO),[5] en Chile
- Muestra de Cine Social Ciudad de Alcoy, en España
- Muestra de Documentales y Cine Social "La Imagen del Sur", en España
- Muestra de Cine Social y Solidario, Colmenar Viejo, España[6]
- Muestra de Cine social organizada por Cáritas y la Fundación Proclade, en España[7]
- CLAM, Festival Internacional de Cine Social de Cataluña[8]

## Películas destacadas
- El gran dictador (1940), de Charles Chaplin
- El color púrpura (1985), de Steven Spielberg
- La lengua de las mariposas (1999), de José Luis Cuerda
- Ser y tener (Être et avoir) (2002), de Nicolas Philibert
- Roma (película de 2018), de Alfonso Cuarón